# 鸡公柳
鸡公柳（学名：Salix chikungensis）是杨柳科柳属的植物，为中国的特有植物。分布在中国大陆的江西、湖北、河南等地，生长于海拔1,500米至2,500米的地区，常生于河边及路旁，目前尚未由人工引种栽培。